# Ron Ellis
Ronald John Edward "Ron" Ellis, född 8 januari 1945 i Lindsay nära Peterborough, Ontario, död 11 maj 2024 i Belleville, Ontario, var en kanadensisk ishockeyforward som tillbringade 16 säsonger i den nordamerikanska ishockeyligan National Hockey League (NHL), där han spelade för Toronto Maple Leafs. Han producerade 640 poäng (332 mål och 308 assists) samt drog på sig 207 utvisningsminuter på 1 034 grundspelsmatcher.
Ellis spelade även för Toronto Marlboros i OHA-Jr.
Han vann Stanley Cup med Maple Leafs för säsongen 1966–1967.
Efter spelarkarriären har han arbetat som lärare, drivit företag inom försäkringar och sedan 1993 chef för public affairs för Hockey Hall of Fame. Ellis var också föreläsare om psykisk hälsa och depressioner, han själv led av det.

## Statistik
| Källa: Utv = Utvisningsminuter | Källa: Utv = Utvisningsminuter | Källa: Utv = Utvisningsminuter |             | Grundserie  | Grundserie  | Grundserie  | Grundserie  | Grundserie  |             | Slutspel    | Slutspel    | Slutspel    | Slutspel    | Slutspel    |
| Säsong                         | Lag                            | Liga                           | Matcher     | Mål         | Assist      | Poäng       | Utv         | Matcher     | Mål         | Assist      | Poäng       | Utv         |             |             |
| ------------------------------ | ------------------------------ | ------------------------------ | ----------- | ----------- | ----------- | ----------- | ----------- | ----------- | ----------- | ----------- | ----------- | ----------- | ----------- | ----------- |
| 1960–1961                      | Weston Dukes                   | MJBHL                          | 28          | 18          | 17          | 35          | —           | —           | —           | —           | —           | —           |             |             |
|                                | Toronto Marlboros              | OHA-Jr.                        | 3           | 2           | 1           | 3           | 2           | —           | —           | —           | —           | —           |             |             |
| 1961–1962                      | Toronto Marlboros              | MJAHL                          | 33          | 17          | 12          | 29          | 16          | 12          | 6           | 5           | 11          | 4           |             |             |
| 1962–1963                      | Toronto Marlboros              | MJAHL                          | 36          | 21          | 22          | 43          | 8           | 10          | 9           | 9           | 18          | 2           |             |             |
| 1963–1964                      | Toronto Maple Leafs            | NHL                            | 1           | 0           | 0           | 0           | 0           | —           | —           | —           | —           | —           |             |             |
|                                | Toronto Marlboros              | OHA-Jr.                        | 54          | 46          | 38          | 84          | 20          | 9           | 4           | 10          | 14          | 10          |             |             |
| 1964–1965                      | Toronto Maple Leafs            | NHL                            | 62          | 23          | 16          | 39          | 14          | 6           | 3           | 0           | 3           | 2           |             |             |
| 1965–1966                      | Toronto Maple Leafs            | NHL                            | 70          | 19          | 23          | 42          | 24          | 4           | 0           | 0           | 0           | 2           |             |             |
| 1966–1967                      | Toronto Maple Leafs            | NHL                            | 67          | 22          | 23          | 45          | 14          | 12          | 2           | 1           | 3           | 4           |             |             |
| 1967–1968                      | Toronto Maple Leafs            | NHL                            | 74          | 28          | 20          | 48          | 8           | —           | —           | —           | —           | —           |             |             |
| 1968–1969                      | Toronto Maple Leafs            | NHL                            | 72          | 25          | 21          | 46          | 12          | 4           | 2           | 1           | 3           | 2           |             |             |
| 1969–1970                      | Toronto Maple Leafs            | NHL                            | 76          | 35          | 19          | 54          | 14          | —           | —           | —           | —           | —           |             |             |
| 1970–1971                      | Toronto Maple Leafs            | NHL                            | 78          | 24          | 29          | 53          | 10          | 6           | 1           | 1           | 2           | 2           |             |             |
| 1971–1972                      | Toronto Maple Leafs            | NHL                            | 78          | 23          | 24          | 47          | 17          | 5           | 1           | 1           | 2           | 4           |             |             |
| 1972–1973                      | Toronto Maple Leafs            | NHL                            | 78          | 22          | 29          | 51          | 22          | —           | —           | —           | —           | —           |             |             |
| 1973–1974                      | Toronto Maple Leafs            | NHL                            | 70          | 23          | 25          | 48          | 12          | 4           | 2           | 1           | 3           | 0           |             |             |
| 1974–1975                      | Toronto Maple Leafs            | NHL                            | 79          | 32          | 29          | 61          | 25          | 7           | 3           | 0           | 3           | 2           |             |             |
| 1975–1977                      | Spelade ej.                    | Spelade ej.                    | Spelade ej. | Spelade ej. | Spelade ej. | Spelade ej. | Spelade ej. | Spelade ej. | Spelade ej. | Spelade ej. | Spelade ej. | Spelade ej. | Spelade ej. | Spelade ej. |
| 1977–1978                      | Toronto Maple Leafs            | NHL                            | 80          | 26          | 24          | 50          | 17          | 13          | 3           | 2           | 5           | 0           |             |             |
| 1978–1979                      | Toronto Maple Leafs            | NHL                            | 63          | 16          | 12          | 28          | 10          | 6           | 1           | 1           | 2           | 2           |             |             |
| 1979–1980                      | Toronto Maple Leafs            | NHL                            | 59          | 12          | 11          | 23          | 6           | 3           | 0           | 0           | 0           | 0           |             |             |
| 1980–1981                      | Toronto Maple Leafs            | NHL                            | 27          | 2           | 3           | 5           | 2           | —           | —           | —           | —           | —           |             |             |
| NHL totalt                     | NHL totalt                     | NHL totalt                     | 1034        | 332         | 308         | 640         | 207         | 70          | 18          | 8           | 26          | 20          |             |             |
| OHA-Jr. totalt                 | OHA-Jr. totalt                 | OHA-Jr. totalt                 | 57          | 48          | 39          | 87          | 22          | 9           | 4           | 10          | 14          | 10          |             |             |

### Internationellt
| Källa:        | Källa:        | Källa:        |         | Utv = Utvisningsminuter | Utv = Utvisningsminuter | Utv = Utvisningsminuter | Utv = Utvisningsminuter | Utv = Utvisningsminuter |
| År            | Lag           | Mästerskap    | Matcher | Mål                     | Assists                 | Poäng                   | Utv                     |                         |
| ------------- | ------------- | ------------- | ------- | ----------------------- | ----------------------- | ----------------------- | ----------------------- | ----------------------- |
| 1977          | Kanada        | VM            | 10      | 5                       | 4                       | 9                       | 2                       |                         |
| Senior totalt | Senior totalt | Senior totalt | 10      | 5                       | 4                       | 9                       | 2                       |                         |